# Демерсальні риби

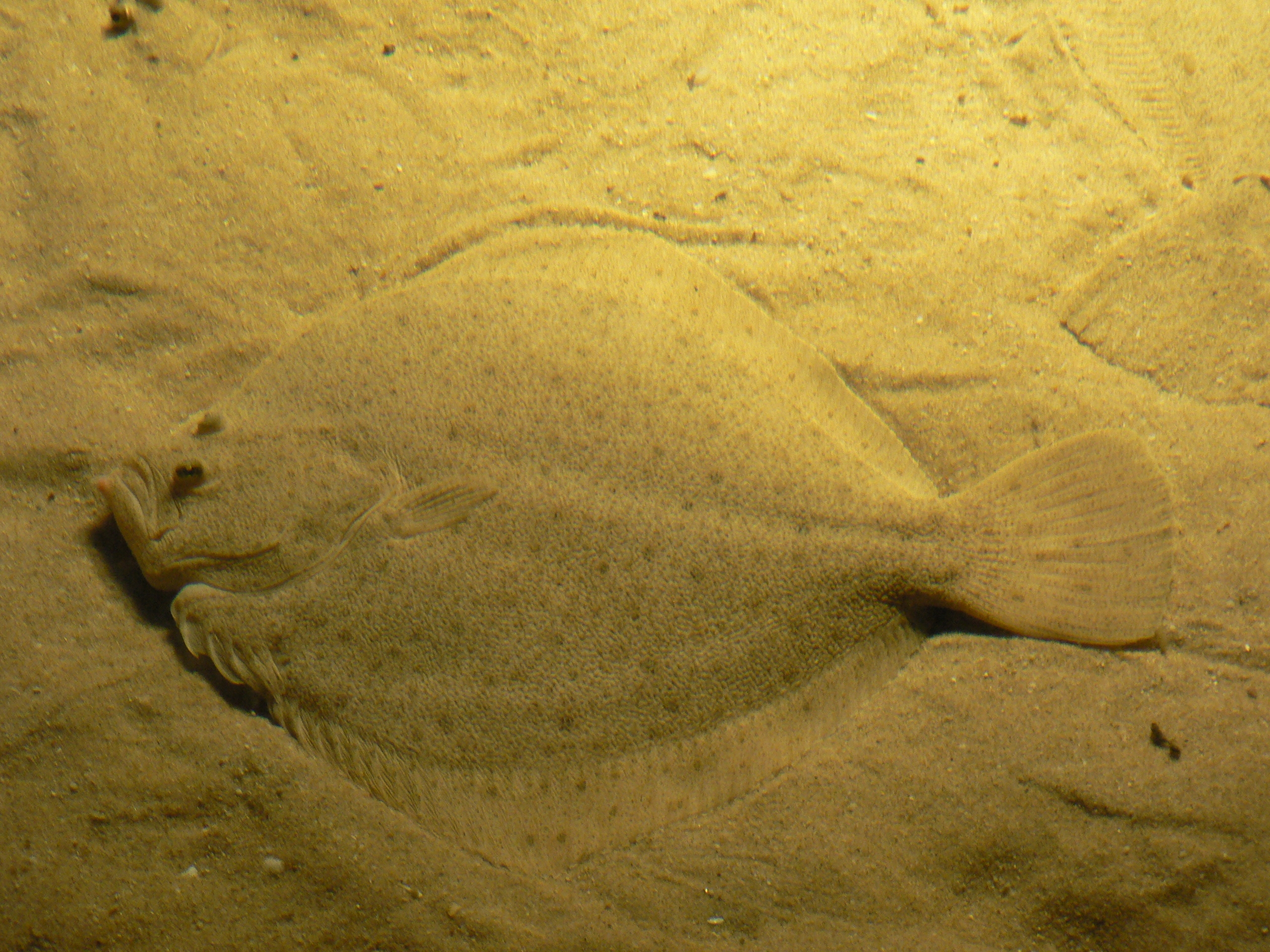
Калкан великий (Scophthalmus maximus) — типова демерсальна риба

Демерсальні риби — риби, що населяють демерсальну зону океанів, морів, глибоких озер. У прибережних водах ця група риб зустрічається на континентальному шельфі, в той час, як у глибинних водах — на континентальному схилі або вздовж континентального підйому. Зазвичай відзначаються у глибинних водах, як-от абісаль, або абісальна рівнина, а також на підводних горах і біля островів. Слово демерсальний походить від лат. demergere, що означає тонути.
Демерсальні риби живляться бентосом. Від пелагічних риб вони відрізняються тим, що завжди живляться біля дна, навіть якщо підіймаються у товщу води. Філе демерсальних риб містить мало жирів (від одного до чотирьох відсотків), в той час, як пелагічні риби — до 30 відсотків.

## Типи
Демерсальні риби можуть бути поділені на два основних типи: бентичні риби — ті що живуть виключно біля морського дна, і бенто-пелагічні — ті що підіймаються у товщу води.
Для бентопелагічних риб властива нейтральна плавучість, що дозволяє їм плавати біля поверхні дна без особливих зусиль, тоді як бентичні риби щільніші, мають негативну плавучість тому лежать на дні. Більшість демерсальних риб є бентопелагічними.